# 孔公鑑

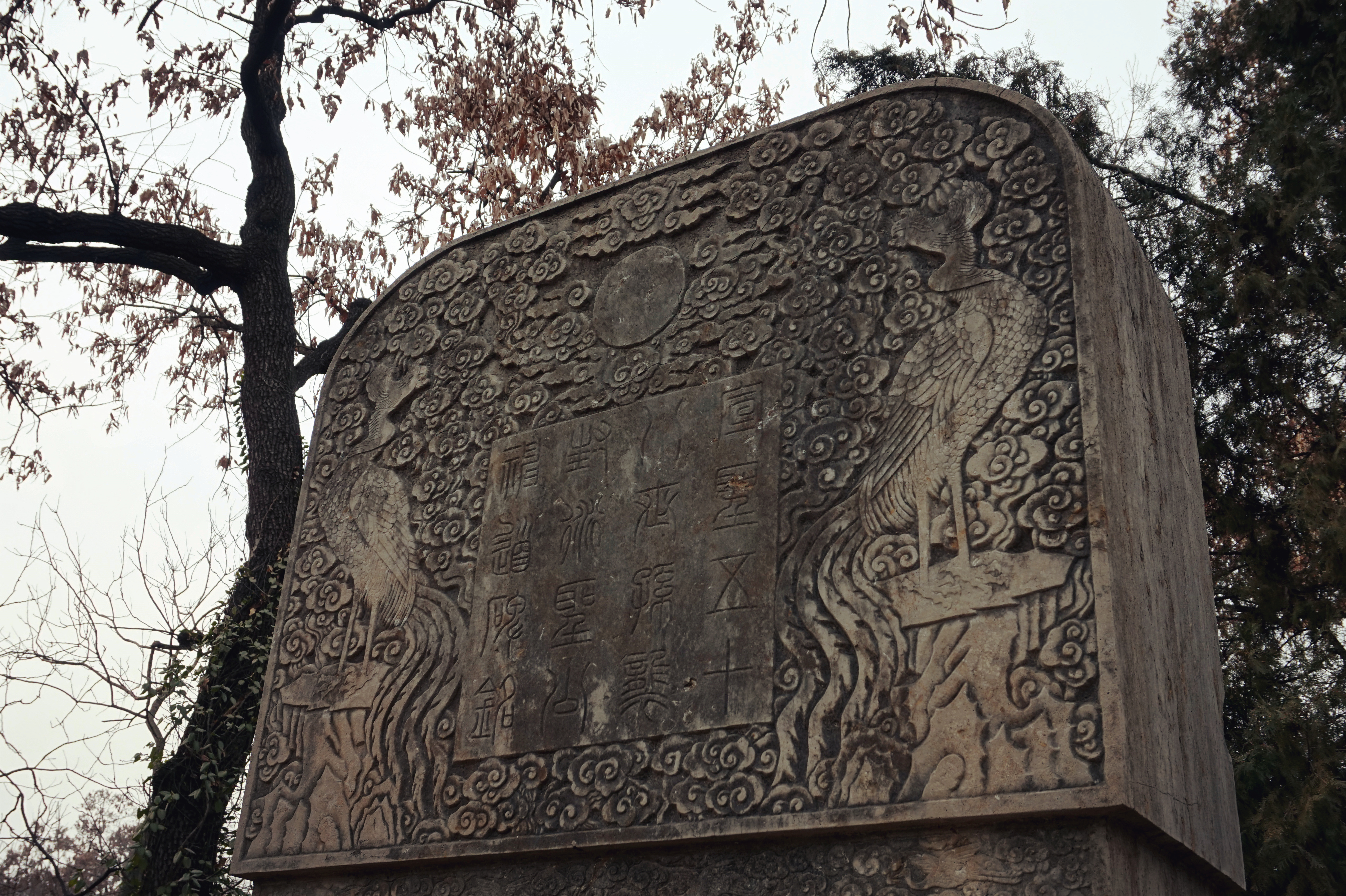
宣圣五十八世孙袭封衍圣公神道碑铭

孔公鑑（1380年12月8日—1402年5月6日），字昭文，山東曲阜人。孔子第五十八代嫡孫，孔讷長子。
明太祖洪武十三年（1380年）十一月十二日，孔讷的原配夫人陈氏生下孔公鑑，之後又生下三個兒子:9。孔公鑑为人好学知礼，以孝行著稱。惠帝建文二年（1400年）孔讷去世，当时正值靖难之役，孔公鑑世袭衍圣公僅兩年之後，就在建文四年（1402年）四月初五日因病去世，得年僅二十三岁；其妻胡氏生下一子孔彦缙，当时才刚满周岁。明成祖永乐八年（1410年）孔彦缙袭封衍圣公。宣德三年（1428年）应孔彦缙之请，兵部尚书兼华盖殿大学士杨士奇为孔公鑑撰写墓表。

## 家庭
- 妻：胡氏（1384年—1436年），三氏學教授胡復性的女兒[1]:9[註 1]
  - 子：孔彦缙（1401年—1455年），永乐八年（1410年）袭封衍圣公。

## 附註
1. ↑  「夫人胡氏，鉅野人，三氏學教授復性女；洪武十七年正月初八日午時生，正統元年正月初十日巳時卒，年五十三」

## 参看
- 孔子
- 孔子世系
- 衍聖公
- 孔子世家大宗世系
- 孔子世家大宗世系图

| 前任： 父孔訥 | 衍聖公 1400年—1402年 | 繼任： 子孔彥縉 |